# دانشگاه یوهانس گوتنبرگ ماینتس
دانشگاه یوهانس گوتنبرگ ماینتس (به آلمانی: Johannes Gutenberg-Universität Mainz) یک دانشگاه تحقیقاتی دولتی در شهر ماینتس واقع در ایالت راینلاند-فالتس آلمان است که در سال در سال ۱۴۷۷ میلادی بنیان‌نهاده شده‌است. دانشگاه یوهانس گوتنبرگ ماینتس،  ۳۲٬۰۰۰ دانشجو دارد و با ۱۵۰ پژوهشگاه و کلینیک جزو ده دانشگاه بزرگ آلمان محسوب می‌شود.

## تاریخچه
این دانشگاه به فرمان پاپ اعظم در سال ۱۴۷۶ میلادی بنیان گذاری شد و با چند بار وقفه دانشگاه در سال ۱۹۴۶ کار خود را مجدد آغاز کرد.